# راشد سيف سليمان
راشد سيف سليمان (بالإنجليزية: Rashid Seif Suleiman)‏ ولد في زنجبار عام 1954م في جزيرة بمبا. وهو عضو من نواب زنجبار ووزير الاتصالات والبنية التحتية في الحكومة الثورية لزنجبار في تنزانيا.
السيد راشد أتم تعليمه الأساسي في Ngambwa في ناحية تشاك-تشاك في مدينة بيمبا، وحضر مدرسة شامياني الثانوية. تخرج من مدرسة فيدل كاسترو الثانوية. وتدرج في مدرسة لومومبا الثانوية في دراسته الثانوية. في عام 1977 التحق بجامعة دار السلام، حيث حصل على البكالوريوس (مع مرتبة الشرف) في الكيمياء. في عام 1983 التحق في جامعة ليدز للدراسات العليا في الإدارة التربوية.سبتمبر 2017[بحاجة لمصدر]
بدأ العمل في وزارة التربية كمدرس كيمياء في مدرسة فيدل كاسترو الثانوية. وعين في وقت لاحق كمفتش للمدارس الثانوية في بيمبا.سبتمبر 2017[بحاجة لمصدر]

## وصلات خارجية
- "Philtex Corporation | UANI". Unitedagainstnucleariran.com. مؤرشف من الأصل في 2017-05-07. اطلع عليه بتاريخ 2013-08-26.
- "IOC Harmful Algal Bloom Programme". Hab.ioc-unesco.org. مؤرشف من الأصل في 2020-01-25. اطلع عليه بتاريخ 2013-08-26.
- Suleiman، Rashid Seif (1994). Zanzibar na anga la usiku. مؤرشف من الأصل في 2020-01-25.